# FORU Oceania Cup 2007
FORU Oceania Cup 2007 (in inglese 2007 FORU Oceania Cup) fu la 3ª edizione della Coppa d'Oceania di rugby a 15 organizzata da Federation of Oceania Rugby Union.
Si è disputato su due gironi, uno a Port Vila, a Vanuatu a cui parteciparono Isole Salomone, Papua Nuova Guinea e Vanuatu, e l'altro a Papeete a Tahiti, in un unico incontro tra Tahiti e Niue.
Le vincitrici dei due gironi Papua Nuova Guinea e Niue hanno disputato la finale a Niue, disputata il 22 Aprile 2008, che ha visto Papua Nuova Guinea conquistare il suo primo titolo, vincendo 51-14 sui padroni di casa.

## Prima fase

### Gruppo A
| Data             | Incontro                            | Risultato | Sede      |
| ---------------- | ----------------------------------- | --------- | --------- |
| 8 dicembre 2007  | Vanuatu ― Isole Salomone            | 18–5      | Port Vila |
| 12 dicembre 2007 | Papua Nuova Guinea ― Isole Salomone | 49–9      | Port Vila |
| 15 dicembre 2007 | Papua Nuova Guinea ― Vanuatu        | 46–0      | Port Vila |

|  | Classifica         | G | V | N | P | PF | PS | diff. | BM | BS | PT |
|  | ------------------ | - | - | - | - | -- | -- | ----- | -- | -- | -- |
|  | Papua Nuova Guinea | 2 | 2 | 0 | 0 | 95 | 9  | +86   | 2  | 0  | 10 |
|  | Vanuatu            | 2 | 1 | 0 | 1 | 18 | 51 | -33   | 0  | 0  | 4  |
|  | Isole Salomone     | 2 | 0 | 0 | 2 | 14 | 67 | -53   | 0  | 0  | 0  |

### Gruppo B
| Data            | Incontro      | Risultato | Sede    |
| --------------- | ------------- | --------- | ------- |
| 11 ottobre 2007 | Tahiti ― Niue | 14–51     | Papeete |

## Finale
| Niue 22 aprile 2008 | Niue | 27 – 46 | Papua Nuova Guinea |  |